# Élections parlementaires italiennes de 1948
Les élections parlementaires italiennes de 1948 furent les deuxièmes élections démocratiques au suffrage universel tenue en Italie, après l'élection de l'Assemblée constituante, qui rédigea et adopta la Constitution de la République italienne. Elles eurent lieu le 18 avril 1948 et se soldèrent par une nette victoire de la Démocratie chrétienne face au Front démocratique populaire, la coalition formée par le Parti communiste et le Parti socialiste.

## Contexte
Dans un câble du 15 mars 1948 envoyé au sous-secrétaire d’État américain Dean Acheson, le diplomate George F. Kennan suggère de faire annuler les élections générales par crainte d'une possible victoire des communistes, ou de faire interdire le Parti communiste italien.
La CIA intervient massivement dans ces élections dans le but d'obtenir une victoire de la Démocratie chrétienne contre la coalition de gauche, qui s'opposait pour sa part à l'alignement de l'Italie sur les États Unis[réf. souhaitée], dans le contexte du coup de Prague deux mois plus tôt et la prise de pouvoir par la force des communistes soutenus par l'URSS.

### Sénat de la République

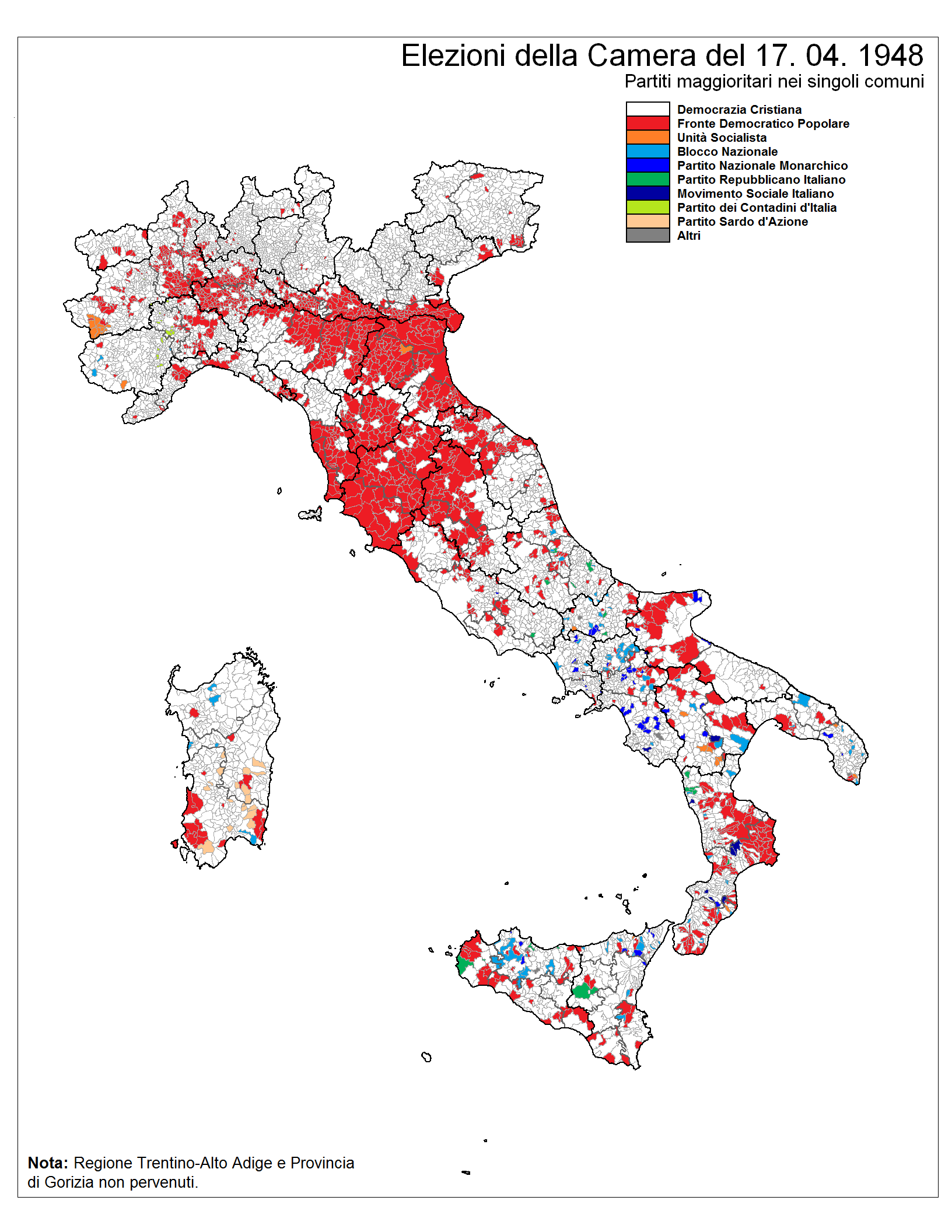

## Sources
- (it) Cet article est partiellement ou en totalité issu de l’article de Wikipédia en italien intitulé « Elezioni politiche italiane del 1948 » (voir la liste des auteurs).

- (en) Cet article est partiellement ou en totalité issu de l’article de Wikipédia en anglais intitulé « Italian general election, 1948 » (voir la liste des auteurs).

## Compléments

### Lectures approfondies
- (en) William Blum, Killing Hope : U.S. military and CIA interventions since World War II, Monroe (Me), Common Courage Press, 2000, 457 p. (ISBN 1-56751-053-1) Chapitre 2 : Italy 1947-1948
- (en) William Blum, Rogue State : A Guide to the World's Only Superpower, Common Courage Press, 2000 (ISBN 1-56751-194-5)  Chapitre 16 : Perverting elections